# Yuen Long (distrito)
O distrito de Yuen Long (em chinês: 元朗區, Jyutping: jyun4 long5, pinyin: Yuánlǎng, costumava ser conhecido como Un Long), é um dos distritos de Hong Kong localizados no noroeste dos Novos Territórios. Ele possuía uma população de 449.070, em 2001. O distrito possui a população mais jovem de Hong Kong. 

## Geografia
Yuen Long contém a maior planície aluvial, em Hong Kong, a planície Yuen Long-Kam Tin. Com uma área de 144 km², o distrito abrange muitas aldeias tradicionais, incluindo Ping Shan Heung, Ha Tsuen Heung, Kam Tin Heung, Pat Heung, San Tin Heung e Shap Pat Heung, bem como a Yuen Long Town e Tin Shui Wai.
Duas novas cidades foram desenvolvidos dentro deste distrito. Yuen Long New Town foi desenvolvida a partir do mercado tradicional da cidade de Yuen Long Town, no final de 1970. Tin Shui Wai New Town tem se desenvolvido desde o início da década de 1990, e foi construída de terras recuperadas, uma vez comuns do bairro. 

## História
Desde a Dinastia Tang, o clã Tang foi viver em Pat Heung. Como Tai Po), Yuen Long costumava ser um tradicional mercado da cidade.